# Deanne Bray
Pour les articles homonymes, voir Bray.
Deanne Bray, née le 14 mai 1971 à Canoga Park à Los Angeles en Californie, est une actrice sourde américaine, connue pour son interprétation de Sue Thomas dans la série Sue Thomas, l'œil du FBI.

## Biographie
Née au Canoga Park à Los Angeles, Deanne Bray passe toute sa vie au sud de la Californie jusqu'à ce qu'elle vive à Seattle pour quelques années avec sa mère.
Elle étudie la danse au Deaf West Theatre et au National Theatre of the Deaf.

## Vie privée
Deanne Bray partage les deux mondes, sourd et entendant, tout en communiquant à l'oral et en langue des signes américaine.
Mariée en 2001 à l'acteur également sourd Troy Kotsur — qui joue un personnage récurrent dans Sue Thomas, l'œil du FBI, elle donne naissance en septembre 2005 à sa fille baptisée Kyra Monique.

## Filmographie

### Cinéma
- 1996 : What Do Women Want de Guy Shalem : Sharon
- 2007 : Last Mountain de Robert Fleet : Blonde Annie
- 2007 : Dummy Hoy: A Deaf Hero de David Risotto : Anna
- 2007 : Universal Signs de Ann Calamia : Natalie
- 2016 : Wild Prairie Rose de Deborah LaVine : l'employée de la cafétéria

### Télévision

#### Téléfilm
- 1995 : Ed McBain's 87th Precinct: Lightning de Bruce Paltrow : Teddy Franklin
- 2003 : L.A. county brigade criminelle (L.A. Sheriff's Homicide) de David Anspaugh : la technicienne
- 2008 : Un cœur à l'écoute (Sweet Nothing In My Ear) de Joseph Sargent : Dr Walters

#### Série télévisée
- 1996 : Le Caméléon (The Pretender) : une femme sourde (saison 1, épisode 3 : Flyer)
- 1997 : Ellen : Juliet (saison 4, épisode 17 : Ellen's Deaf Comedy Jam)
- 1997 : Diagnostic : Meurtre (Diagnosis Murder) : Jan Curran (saison 4, épisode 18 : Murder, Country Style)
- 2001 : La Vie avant tout (Strong Medicine) : Sonny (saison 1, épisode 16 : Fix)
- 2000 : Les Experts (CSI: Crime Scene Investigation) : Dr Gilbert  (saison 1, épisode 20 : Sounds of Silence)
- 2002-2005 : Sue Thomas, l'œil du FBI (Sue Thomas: F.B.Eye) : Sue Thomas
- 2006 : Rescue Me : Les Héros du 11 septembre (Rescue Me) : RoseMary  (saison 3, épisode 12 : Hell)
- 2007 : New York, section criminelle  (Law & Order: Criminal Intent) : Dean Price  (saison 6, épisode 18 : Silencer)
- 2007 : Larry et son nombril  (Curb Your Enthusiasm) : Jean  (saison 6, épisode 6 : The Rat Dog)
- 2007-2008 : The L Word : Amy Reed  (4 épisodes)
- 2009-2010 : Heroes : Emma Coolidge  (9 épisodes)
- 2014 : Grey's anatomy : une mère (sourde) d'une patiente (saison 10, épisode 20)
- 2014 : Switched (Switched at Birth) : la directrice de l'université de Gallaudet (saison 3, épisode 18)